# Delhi Durbar (film)
Delhi Durbar è un documentario muto del 1912. Il nome del regista e dell'operatore non vengono riportati.
Re Giorgio V, che succedette a Edoardo VII nel giugno 1910, venne incoronato il 22 giugno e, l'anno seguente, si imbarcò per l'India insieme alla consorte per la cerimonia del Delhi Durbar che si tenne il 12 dicembre 1911, dove venne incoronato imperatore dell'India.

## Produzione
Il film fu prodotto dalla Gaumont British Picture Corporation.

## Distribuzione
Distribuito dalla Gaumont British Distributors, uscì nelle sale cinematografiche britanniche il 15 gennaio 1912 insieme a un altro cortometraggio, Delhi Durbar and Coronation, che la Gaumont produsse utilizzando il materiale girato in India per la cerimonia di incoronazione.